# Region Südost (Junior League Baseball World Series)
Die Region Südost ist eine der fünf Regionen der Vereinigten Staaten, welche Teilnehmer an die Junior League Baseball World Series entsendet. Die Region Südost nimmt schon seit 1981 an diesem Turnier teil, damals noch unter der Bezeichnung Region Süd. Als 2002 das Teilnehmerfeld vergrößert wurde, wurde die Region Südwest von der Region Süd abgelöst. 2009 wurde die Region in Südost umbenannt.

## Teilnehmende Staaten

Teilnehmer der Region Südost

Folgende acht Staaten sind in dieser Region organisiert:
- Alabama
- Florida
- Georgia
- North Carolina
- South Carolina
- Tennessee
- Virginia
- West Virginia

## Regionale Meisterschaften
Die jeweiligen Gewinner sind grün markiert.
| Jahr | Alabama                          | Florida                             | Georgia                            | North Carolina                                  | South Carolina                                                                           | Tennessee                                      | Virginia                                     | West Virginia                                |
| ---- | -------------------------------- | ----------------------------------- | ---------------------------------- | ----------------------------------------------- | ---------------------------------------------------------------------------------------- | ---------------------------------------------- | -------------------------------------------- | -------------------------------------------- |
| 2009 | Coosa County LL Hanover          | Citrus Park LL Tampa                | Western LL Macon                   | Mount Airy-North Surry/East Surry LL Mount Airy | Easley LL Easley                                                                         | Murfreesboro Optimist American LL Murfreesboro | Warwick LL Newport News                      | Logan Civic LL Logan                         |
| 2010 | Kein Teilnehmer                  | Greater West Melbourne LL Melbourne | Elbert County LL Elberton          | Transylvania LL Brevard                         | Northwest LL Travelers Rest                                                              | Clarksville Northwest LL Clarksville           | Mechanicsville LL Mechanicsville             | Hurricane LL Hurricane                       |
| 2011 | Kein Teilnehmer                  | Palma Ceia LL Tampa                 | Martinez Evans LL Martinez         | Wilkes County LL Wilkes County                  | Anderson Area YMCA LL Anderson City of Myrtle Beach National LL Myrtle Beach (Gastgeber) | Clarksville Northwest LL Clarksville           | Elkton Community LL Elkton                   | Saint Albans LL St. Albans                   |
| 2012 | Vestavia Hills LL Vestavia Hills | Rockledge LL Rockledge              | East Marietta National LL Marietta | Southwest Forsyth LL Clemmons                   | Anderson Area YMCA LL Anderson                                                           | Greeneville LL Greeneville                     | Dumfries District LL Dumfries                | Dunbar/Cross Lanes Nitro LL Dunbar/Nitro     |
| 2013 | Vestavia Hills LL Vestavia Hills | Palma Ceia LL Tampa                 | Cedartown LL Cedartown             | Clayton LL Clayton                              | Blue Ridge LL Greer                                                                      | Goodlettsville LL Goodlettsville               | Danville LL Danville                         | Mountaineer LL Charleston                    |
| 2014 | Kein Teilnehmer                  | Viera/Suntree LL Melbourne          | Franklin LL Royston                | Rutherfordton LL Rutherfordton                  | Irmo LL Irmo                                                                             | Lexington LL Lexington                         | Dumfries District LL Dumfries                | Hurricane LL Hurricane                       |
| 2015 | Kein Teilnehmer                  | North Springs LL Coral Springs      | Masters City LL Augusta            | Southwest Forsyth LL Clemmons                   | Darlington County LL Darlington                                                          | Goodlettsville Baseball LL Goodlettsville      | Frederick County National East LL Winchester | Charleston Central/Mountaineer LL Charleston |

## Resultate an den Junior League World Series

### Nach Jahr
| Jahr | Mannschaft                        | Stadt          | Klassierung   | W-L |
| ---- | --------------------------------- | -------------- | ------------- | --- |
| 2009 | Easley LL                         | Easley         | Gruppenphase  | 0–4 |
| 2010 | Mechanicsville LL                 | Mechanicsville | Gruppenphase  | 1–3 |
| 2011 | Palma Ceia LL                     | Tampa          | Weltmeister   | 6–0 |
| 2012 | Rockledge LL                      | Rockledge      | Weltmeister   | 6–0 |
| 2013 | Goodlettsville LL                 | Goodlettsville | US Finale     | 3–2 |
| 2014 | Rutherfordton LL                  | Rutherfordton  | Gruppenphase  | 2–2 |
| 2015 | Frederick County National East LL | Winchester     | Zweiter Platz | 3–3 |

 Stand nach den Junior League World Series 2015

### Nach Staat
| Staat          | Südost Meisterschaften | W-L an den JLWS | %     |
| -------------- | ---------------------- | --------------- | ----- |
| Florida        | 2                      | 12–0            | 1.000 |
| Virginia       | 2                      | 4–6             | 0.400 |
| Tennessee      | 1                      | 3–2             | 0.600 |
| North Carolina | 1                      | 2–2             | 0.500 |
| South Carolina | 1                      | 0–4             | 0.000 |
| Georgia        | 0                      | 0–0             | –     |
| Alabama        | 0                      | 0–0             | –     |
| West Virginia  | 0                      | 0–0             | –     |
| Total          | 7                      | 21–14           | 0.600 |

 Stand nach den Junior League World Series 2015